# Kenshiro Abbe
Kenshiro Abbe (阿部 謙四郎?, Abe Kenshirō; 15 dicembre 1915 – 1º dicembre 1985) è stato un artista marziale giapponese, maestro di judo, aikidō e kendō.

## Biografia
A seguito di un inizio carriera illustre nelle arti marziali, ha servito nell'esercito imperiale giapponese prima e durante la seconda guerra mondiale. Si è poi formato nell'aikido con il suo fondatore, Morihei Ueshiba, per un decennio. Abbe si specializza in diverse arti marziali e diventa 8 ° dan di judo, 6 ° dan di Aikido, e 6 ° dan di kendo. Dopo aver insegnato judo, aikido e kendo in Europa torna in Giappone nel 1964 e vi rimase per la maggior parte del resto della sua vita.

## Giovinezza
Abbe è nato il 15 dicembre 1915 in un villaggio nella Prefettura di Tokushima, sull'isola di Shikoku, in Giappone. Era il figlio di Toshizo Abbe, che era preside della scuola locale e di un'istruttrice di kendo, Kote Abbe. La coppia ha avuto quattro figli e cinque figlie, e Abbe era il figlio più giovane della famiglia. Il 4 settembre 1919, quando Abbe non aveva ancora 4 anni, il padre annegò in un'inondazione. Un giovane maestro di scuola, Manpei Hino, in seguito divenne una figura paterna per il giovane ragazzo e lo introdusse alle arti marziali, tra cui il sumo.
Nel 1929, Abbe cominciò a imparare judo da Kazohira Nakamoto, un ex agente di polizia. Nello stesso anno, è stato promosso al grado di 1 ° dan e, insolitamente, ha raggiunto 2 ° dan l'anno successivo, e 3 ° dan l'anno dopo. Così, all'età di 16 anni, è diventato lo studente di judo più giovane promosso al 3 ° dan un onore che ha ricevuto direttamente da Shohei Hamano, un istruttore del Dai Nippon Butokukai (abbreviato in 'Butoku kai' o 'Butokukai'), che era l'organismo ufficiale di governo per le arti marziali giapponesi. Durante il suo quinto anno presso la scuola, abbe entrò in un torneo regionale che coinvolge 30 paesi, servendo come capitano per la squadra dalla città di Kawashima. 
Durante l'Esame di 1 dan, abbe aveva catturato l'attenzione di Shotaro Tobata dal Butoku Kai, che era stato chiamato a quell’evento. Tobata aveva suggerito a Nakamoto e Abbe di richiedere l'iscrizione al rinomato Budo Senmon Gakko (abbreviato in 'Busen,' e talvolta indicato come 'Busen college'), una scuola specializzata per le arti marziali. Con l'aiuto aggiuntivo di un insegnante di nome Nakano, Abbe ora pronto per l'esame di ammissione a Kyoto. Di tutti i candidati, di cui ci sono stati circa 300 dello stesso anno, in 20 sarebbero stati accettati nel programma judo e 20 nel programma di kendo. Abbe fu accettato in entrambi programmi.

## Budo Senmon Gakko - Formazione
Masahiko Kimura è stato forse più famoso avversario di Abbe nell'epoca d'oro del judo
Nel 1934, Abbe si trasferì a Kyoto con la madre e la sorella Toyoka in modo che potesse frequentare il Busen. Abbe studiò Kendo sotto la direzione del capo istruttore di kendo del Busen, Kinnosuke Ogawa, un maestro che aveva il grado di 10 ° dan.
Ogni sabato pomeriggio al Busen, tradizionalmente, si tenevano tornei di judo. Abbe combatté contro cinque avversari in successione (ogni combattimento aveva una durata di cinque minuti) e vinse quasi tutti questi scontri. Nel suo primo anno al Busen, è stato promosso a 4 ° dan di judo. Nell'autunno del suo secondo anno fu promosso 5 ° dan, in quel periodo combatteva con 20 avversari di fila.
Nel mese di maggio del 1935 Abbe gareggiò nel campionato di divisione per quinti dan e sconfisse Masahiko Kimura. Quell’ combattimento fu per Kimura uno dei soli quattro incontri che perse nella sua carriera professionale. Secondo i biografi Keith Morgan e Henry Ellis, Kimura disse dopo l'incontro "è come combattere con l'ombra". Abbe era alto 168 cm e pesava 71 kg in quel momento; Kimura era solo un pollice più alto, ma molto più pesante (85 kg). Due anni più tardi, durante i quali Kimura si era allenato duramente, cercò Abbe presso il Kodokan e lo sconfisse sonoramente in una sessione di prove libere di 20 minuti. 
Abbe seguiva anche lezioni di filosofia con Hajime Tanabe presso l'Università di Kyoto (allora conosciuto come Kyoto Daigaku Teikoku, o 'Università imperiale di Kyoto'). In questo periodo, la sorella Toyoko iniziò a studiare naginata Tendō-ryu sotto un'insegnante di nome Mitamura Chiyo (in Giappone, la naginata sono state praticate quasi esclusivamente da donne sin dal periodo Edo).
Dopo la laurea al Busen, Abbe diventò un istruttore di judo al Butoku Kai e venne promosso 6 dan di judo nel 1937.

## Il servizio militare
Nel giugno del 1937, Abbe fu arruolato nel Esercito giapponese imperiale e, successivamente, fu inviato in un presidio in Manciuria. Servì per quattro anni, durante i quali non fu in grado di continuare la formazione nel judo, ma fu in grado di praticare kendo. Durante la permanenza all'estero, iniziò a formulare la sua filosofia "kyushindo". Il suo servizio si concluse nel 1941 e tornò a Kyoto, dove incontrò e sposò sua moglie Keiko. Abbe non rimase un civile a lungo, tuttavia, poiché il Giappone è entrò nella la seconda guerra mondiale verso la fine dello stesso anno.
Abbe fu assegnato a un'unità di formazione in Prefettura di Tokushima, dove ha studiò Jukendo (baionetta). Fu in questo periodo che incontrò Morihei Ueshiba, fondatore dell'Aikido. Ueshiba era circa un sessantenne (più o meno il doppio dell'età di Abbe). Rogers, Ellis ed Eastman (2004) forniscono il seguente resoconto del loro primo incontro:
È stato durante un viaggio in treno in Giappone che Abbe incontrò Ueshiba. Abbe non sapeva chi fosse e disse a Ueshiba: "Che cosa stai guardando, vecchio?" Ueshiba rispose: "Io so chi sei!". Abbe modestamente rispose: "Tutti mi conoscono, io sono Kenshiro Abbe, campione della All Japan". Ueshiba poi si presentò come il Fondatore dell'Aikido, ed Abbe gli rispose che lui non sembrava abbastanza forte per essere un maestro di arti marziali. Ueshiba poi offrì ad Abbe il mignolo, e disse: ".. Ma il giovane uomo, se si sente molto forte, può provare a rompere il mio dito!". Abbe in un primo momento rifiutò, ma alla fine accettò la sfida. Abbe afferrò il dito e subito dopo si ritrovò immobilizzato sul pavimento.
Morgan ed Ellis (2006) danno una versione leggermente diversa:
Durante il viaggio su un treno Abbe notò un uomo anziano che lo fissava e che gli disse che era un 5 ° Dan di Judo. Abbe rispose "Perché, come fai a saperlo?» «Perché hai la formazione di un 5 ° Dan. Allora, chi sei?" Kenshiro rispose: "Tutti sanno chi sono, io sono Kenshiro Abbe, il campione di judo di tutto il Giappone!". Il vecchio continuò a parlare con Kenshiro nonostante volesse riposare. Alla fine, il vecchio mise un dito in faccia a Kenshiro, "Se sei così potente, rompi il mio dito!" Abbe prese il dito e si trovò sul pavimento sotto il pieno controllo del vecchio. Il vecchio permise a Kenshiro per tornare al suo posto. "Chi sei?" Chiese Kenshiro Abbe. "Io sono Morihei Ueshiba, il fondatore dell'Aikido." Kenshiro Abbe era sbalordito la tecnica del vecchio e gli chiese di diventare suo allievo.
Abbe studiò Aikido sotto Ueshiba per 10 anni, fino a raggiungere il grado di 6 ° dan in quell'arte, durante questo periodo, Abbe ebbe due figlie: Junko e Noriko
Nel 1945, il Butoku Kai promosse Abbe al 7 dan di judo e 6 ° dan di kendo. Dopo la fine della seconda guerra mondiale, tuttavia, il Butoku Kai e Busen erano entrambi chiusi. Abbe fu assunto come insegnante di judo per il Dipartimento di polizia di Kyoto e diventò capo istruttore di judo per la polizia di Kyoto. Fu anche insegnante alla Doshisha University di quella città. In quel periodo il judo era in declino, fu dimesso dalla polizia ed ebbe una terza figlia.

## Europa
Nel 1955 Abbe viaggiò per il Regno Unito. Egli andò su invito della London Judo Society (LJS) e fu il primo maestro ad insegnare aikido. Nel Regno Unito, nello stesso anno, fece delle dimostrazioni di aikido al LJS e alla Royal Albert Hall di Londra. Abbe continuò ad insegnare aikido al suo dojo (sala di allenamento), affettuosamente conosciuto come 'The Hut,' che si trovava dietro un pub a Hillingdon, Londra.
Nel 1958, Abbe fondò il Judo British Council (BJC), l'Aikido British Council, British Council Karate, British Council Kendo, e British Council Kyudo. In questo periodo viaggiò molto nel Regno Unito e in Europa, ed Invitò altri maestri giapponesi di arti marziali. Tra questi Mitsusuke Harada (Shotokan karate) e Tadashi Abe (aikido). Durante questo periodo, la famiglia di Abbe rimase in Giappone. Robinson (2007) ha scrisse "Abbe invitò la sua famiglia a vivere con lui a Londra però rifiutarono, a quanto pare non erano affatto attratti dallo stile di vita che Kenshiro poteva offrire loro in Inghilterra."
Abbe fu promosso a 8 ° dan di judo nel 1960.

## Gli ultimi anni
Ci sono racconti contraddittori sugli ultimi anni di Abbe in Giappone. Morgan ed Ellis (2006) affermano che visse con la sua famiglia per il resto della sua vita, mentre Cavalcanti (2004) e Bagot (2007) sostengono che ci furono dei problemi e che è finì a vivere lontano dalla sua famiglia. Le fonti sembrano concordare, tuttavia, che Abbe fu di ottimo umore anche verso la fine della sua vita. Il 17 novembre 1985 fu ricoverato in ospedale a seguito di un ictus.
Abbe morì il 1º dicembre 1985 in Giappone. Il funerale di Abbe fu tenuto il 10 giugno 1986 al tempio di Zuiganji, che si trova a sud del Monte Bizan a Tokushima, nella tomba di famiglia.
Robinson (2007) scrisse, "Abbe fu il maestro che ha introdotto Kendo, Aikido, Karate, Kyudo, Jukendo, Iaido, Yarido e Naginatado in Europa ma è morto quasi completamente da solo e dimenticato dai più."